# شل ولی (داکوتای شمالی)
شل ولی(به انگلیسی: Shell Valley) شهری در ایالت داکوتای شمالی کشور ایالات متحده آمریکا است که جمعیت آن در سرشماری سال ۲۰۱۰ میلادی، ۱٬۱۹۷ نفر بوده‌است.